# Gilles Johanet
Pour les articles homonymes, voir Johanet.
Gilles Johanet, né le 22 mai 1950 à Paris, est un haut fonctionnaire français, spécialiste des secteurs de la santé. Il est procureur général près la Cour des comptes de juillet 2012 à mai 2019.

## Biographie

### Jeunesse et études
Gilles Johanet étudie à l’Institut d'études politiques de Paris puis à l’ENA.
Marié à Catherine Bolotte, fille de Pierre Bolotte, en premières noces puis épouse Isabelle David en 1998 dont il a deux nouveaux enfants, Maxime et Louise.

### Parcours professionnel
Il adhère quatre ans au Parti communiste marxiste-léniniste de France, puis au Parti socialiste en 1972. Il rendra sa carte pour protester contre la conduite du ministre Jacques Mellick, convaincu de mensonge pendant l’affaire VA-OM.
Il entre à la Cour des comptes en 1977. Il est directeur de cabinet de Georgina Dufoix au secrétariat d’État à la Famille dans le gouvernement socialiste, en 1981[réf. nécessaire], puis chargé de mission auprès du Premier ministre, Pierre Mauroy en 1983. 
Il est nommé directeur de la Caisse nationale d'assurance maladie des travailleurs salariés en 1989 ; il est limogé de ce poste par Simone Veil, ministre des Affaires sociales après le retour de la droite en 1993. Il est ensuite président du Centre de sécurité sociale des travailleurs migrants,, secrétaire général de la Cour des comptes (1997-1998) et directeur du régime social des marins.
En juillet 1998, Martine Aubry le renomme à la direction de la CNAMTS,. Il quitte ce poste en 2002, face au refus de la ministre d'accepter son plan stratégique pour la Sécurité sociale, comprenant, notamment, le conventionnement sélectif des médecins en fonction des besoins géographiques[réf. nécessaire].
Jusqu'à la fin des années 90, M. Gilles Johanet a défendu un numerus clausus bas qui a eu des conséquences sur la diminution drastique du nombre de médecins formés et sur la question des déserts médicaux en France au début du XXIe siècle
Tout comme d’autres personnes ayant eu des responsabilités dans le système de soins solidaire, (Jean de Kersvadoué ou Claude Évin), il recommande la mise en concurrence du secteur de la santé, annonçant même en 1999 l’effondrement du système de Sécurité sociale français dans les trois ans.
Il occupe également le poste de conseiller maître à la Cour des comptes.
Directeur général adjoint jusqu'en 2006, à la tête de la branche santé et assurances collectives des AGF (septembre 2003), il propose en avril 2006 une réduction de la cotisation à l’assurance santé maison contre des preuves d’achat du yaourt Danacol™ de Danone, et une complémentaire santé dite Excellence santé à 12 000 € par an et par personne, donnant accès aux meilleurs médecins de France. Un réseau de 200 médecins, dont Pierre Godeau (président de l’Institut Servier), est déjà constitué [référence souhaitée - lien non valide]. Les soins plus lourds (comme la chirurgie) restant à la charge de la Sécurité sociale. Face au tollé général, le projet ne verra jamais le jour. Il quitte AGF devenu Allianz en 2007 et retourne à la Cour des Comptes.
Le 18 février 2011, il est nommé président du Comité économique des produits de santé, en remplacement de Noël Renaudin.
Il est nommé à la fonction de procureur général près la Cour des comptes à compter du 27 juillet 2012.  Il est admis à faire valoir ses droits à la retraite d’office, par limite d’âge, à compter du 23 mai 2019.

### Parcours professoral
Gilles Johanet enseigne à l'Institut d'études politiques à partir de 1979.

## Ouvrages
- Santé : Dépenser sans compter : des pensées sans conter. Santé de France, 1995.
- Sécurité sociale, l'échec et le défi. Seuil, 1998, où il estime que la Sécurité sociale coûte 100 milliards de francs de trop par an (édition du Seuil)